# Оппозиционный блок (партия)

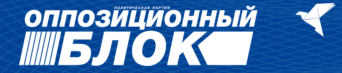
Эмблема политической партии на парламентских выборах 2014.

«Оппозицио́нный блок» (укр. Опозиційний блок) — украинская политическая партия и избирательный блок, созданный для участия в выборах в Верховную Раду в 2014 и 2019 году.
В «Оппозиционный блок» вошли партия «Новая политика» (укр. «Нова політика»), партия «Гражданин» (укр. «Громадянин»), партия «Украина — Вперёд!» и партия «Трудовая Украина». С 2014 по 2016 год в него также входило Всеукраинское объединение «Центр» (руководитель Вадим Рабинович). С 2019 года в состав блока входят «Партия мира и развития» (укр. «Партія миру та розвитку»), партия «Наши» (укр. «Наші»), партия «Доверяй делам» (укр. «Довіряй ділам») и партия «Возрождение» (укр. «Відродження»).
По состоянию на 2021 год не является активной политической силой, а сам политический проект закрыт. Главный лоббист данной политической силы: олигарх Ринат Ахметов уже анонсировал создание новой политической силы на базе «Оппозиционного блока». В начале мая один из основных лидеров «Оппозиционного блока» Борис Колесников объявил о создании новой политической силы «Украина — наш дом».
19 марта 2022 года Советом нацбезопасности и обороны на время военного положения деятельность данной политической партии приостановлена.

## История
9 сентября 2014 года в Киеве состоялся круглый стол «Мир. Стабильность. Возрождение», в котором приняли участие более 50 участников: представители политических партий, в частности Партии регионов (Борис Колесников) и Партии развития Украины (Юрий Мирошниченко, Сергей Ларин), общественных и профсоюзных организаций, известные эксперты (Андрей Ермолаев, Ирина Акимова), политологи (Вадим Карасёв, Константин (Кость) Бондаренко, Олег Попов), общественные деятели (Лариса Скорик, Борис Олейник), промышленники, аграрии и творческая интеллигенция. Модератором круглого стола был член политсовета «Партии развития» Юрий Павленко.
Участники круглого стола обсудили сложившуюся ситуацию на востоке страны, бездействие власти в экономической и социальной сферах. По итогам круглого стола был принят меморандум, в котором участники призвали всех к объединению в единое политическое движение для участия в парламентских выборах 2014 года, ради сохранения страны. Также председатель исполнительного комитета «Партии развития» Сергей Ларин анонсировал проведение форума, на котором будет принято решение об объединении оппозиционных сил.
12 сентября лидер партии «Сильная Украина» Сергей Тигипко сообщил, что «Оппозиционный блок» предлагал сотрудничество на парламентских выборах. Но политик отказался от этого из-за желания самостоятельно участвовать в выборах — к тому же, по его словам, представители Оппозиционного блока предлагали включить в общий список ряд политиков, которые «запятнали свою репутацию».
14 сентября в Киеве состоялся форум под лозунгом «Мир. Стабильность. Возрождение», в котором приняли участие шесть политических партий: «Партия развития Украины», партия «Центр» (руководитель Вадим Рабинович), «Новая политика», «Государственный нейтралитет», «Украина — Вперед!», «Трудовая Украина» и около 50 общественных организаций.
Участники форума приняли программную платформу, в которой было указано, что «Оппозиционный блок» выступает за нейтралитет и сохранение внеблокового статуса Украины, и резолюцию, в которой они потребовали от президента Украины мира и прекращения кровопролития, отставки правительства, роспуска и запрета незаконных вооружённых формирований, привлечения к ответственности виновных в обстрелах населённых пунктов на востоке страны.
15 сентября состоялся технический съезд «Оппозиционного блока», на котором был утверждён избирательный список.
21 сентября 2014 года партию «Оппозиционный блок» возглавил бывший министр топлива и энергетики Юрий Бойко, который заявил о планах отмены пенсионной реформы, депутатской неприкосновенности и предоставлении права общинам отзывать народных депутатов.
9 октября партия заявила о создании общественного движения по защите прав людей, пострадавших от принятия закона «Об очищении власти».
В Верховной Раде фракция выступает с критикой законов, позволяющих Кабмину вводить мораторий на выплаты внешнего долга Украины, законов о декоммунизации. Считает недопустимой блокаду территории Донбасса, неподконтрольной Украине. Предлагает решать вопрос открытия рынка земли сельскохозяйственного назначения на всеукраинском референдуме.
Партия предлагала внести в Конституцию Украины следующие изменения:
- Предоставить «больше прав для регионов в рамках независимости и территориальной целостности страны».
- Сделать Украину парламентской республикой с двухпалатным парламентом — Национальной ассамблеей, в которую входят палата представителей (35 человек) и палата депутатов (150 человек).
- Перенос столицы из Киева в город Канев.
- Отмена прямых выборов президента и передача этого права депутатам.

После того, как большинство депутатов от «Оппозиционного блока» не стали поддерживать отставку правительства Яценюка в феврале 2016 года, высказывалось мнение, что партия более не может называть себя оппозиционной, так как фактически предала своих избирателей и превратилась в провластную.
16 марта 2016 года фракции «Оппозиционного блока» и Украинской морской партии Сергея Кивалова Одесского городского совета создали группу «За Порто-франко», выступившую за проведение на территории Одессы «экономического эксперимента», предполагающего расширение прав горсовета, введение особого налогового и таможенного режимов (лидер Украинской морской партии, бывший член Партии регионов Сергей Кивалов продвигает эту идею с 2015 года). Патриотические организации Одессы обвинили данную инициативу в завуалированном сепаратизме. 20 апреля Сергей Кивалов, бывший до этого внефракционным депутатом, вошёл в состав фракции «Оппозиционного блока» в Верховной раде Украины.
В конце марта 2016 года партия представила свой вариант закона о «Об особенностях управления отдельными территориями Донецкой и Луганской области», основанием для принятия которого депутаты называли Минские соглашения. По нему на контролируемых ДНР и ЛНР территориях формируется временное образование «Межобластное территориальное объединение Донбасс», которую наделяют самостоятельной системой государственного управления при участии «главы», «представительного собрания» и «исполнительного комитета» МТО. Первые два органа должны сотрудничать, но не подчиняться Кабинету министров Украины и органам исполнительной власти, избираясь на 5 лет. Новые органы власти, вопреки действующей Конституции, самостоятельно «обеспечивают управленческие функции жизнеобеспечения на территории своей юрисдикции, решают вопросы в сферах экономического и социального развития, в частности гуманитарные вопросы — культуры, языка и самобытности, свободы вероисповедания». При этом глава МТО сможет выступать субъектом договорных отношений в сфере производственной кооперации, использования трансграничных мощностей в экономической интеграции, развития промышленного и аграрного секторов МТО Донбасс; а также самостоятельно заключать соглашения о трансграничном сотрудничестве в экономической сфере с регионами других государств.
13 мая 2016 года руководитель Всеукраинского объединения «Центр» Вадим Рабинович заявил о выходе из «Оппозиционного блока», обосновав своё решение тем, что оппозиционная партия должна «более радикально действовать», потому что в ином случае «мы как оппозиция не состоялись». Касательно же выхода из фракции он заявил: «Не дождутся. Если я напишу заявление, то я потеряю мандат». В ответ на данные действия Рабиновича представители «Оппозиционного блока» обвинили его в сотрудничестве с властью.
27 мая 2016 года на VII съезде «Оппозиционного блока» сопредседателями партии были избраны Юрий Бойко и Борис Колесников. В Политисполком кроме них вошли Юрий Воропаев, Александр Касянюк, Сергей Ларин, Сергей Лёвочкин, Вадим Новинский, Александр Пузанов. Сопредседателями Контрольно-ревизионной комиссии стали Алексей Белый и Наталия Королевская.

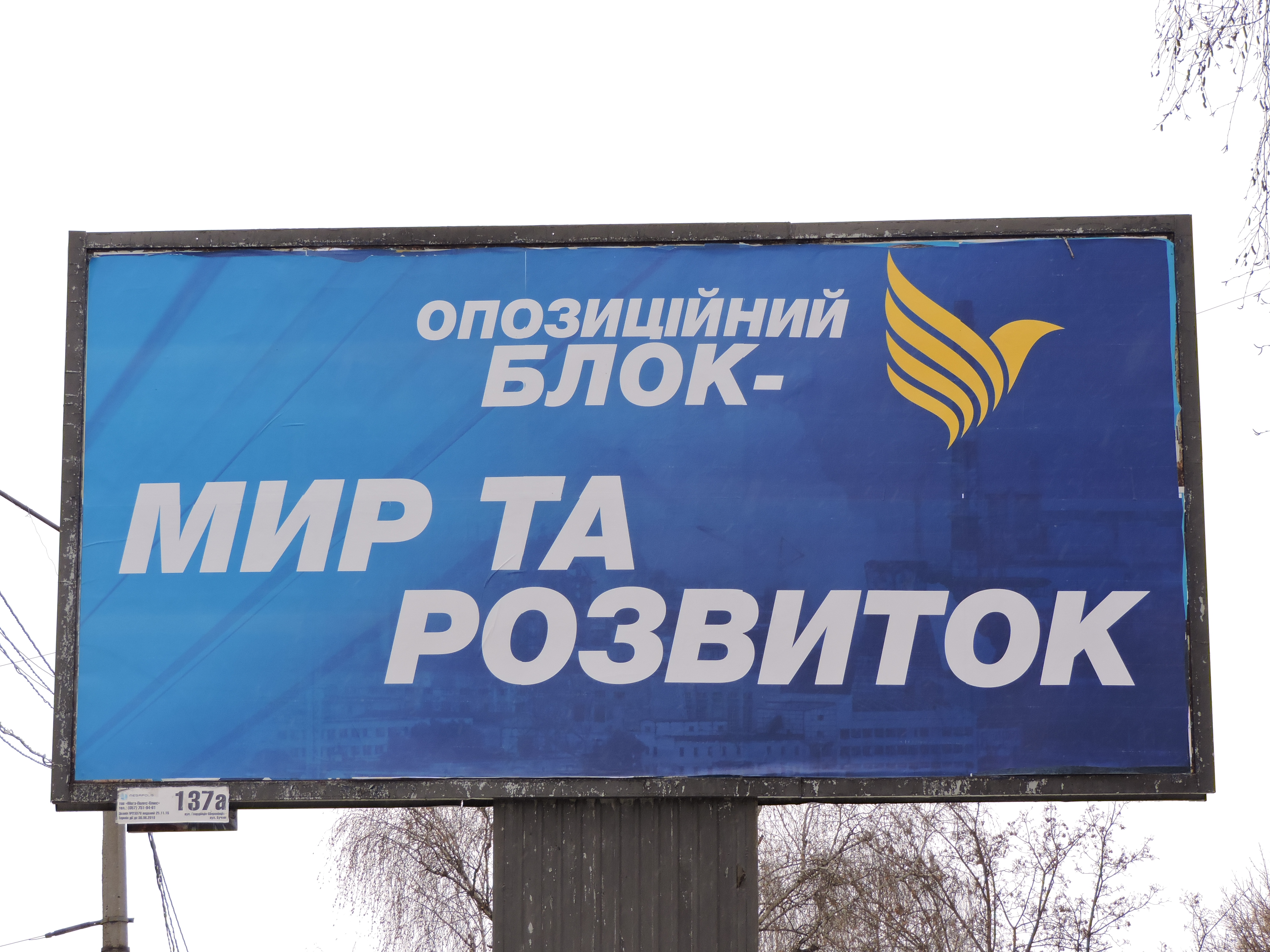
Рекламный щит «Оппозиционного блока» в Харькове

### Раскол
9 ноября 2018 года сопредседатель «Оппозиционного блока» Юрий Бойко и новая партия Рабиновича «За жизнь» подписали соглашение о сотрудничестве на президентских и парламентских выборах 2019 года и создали альянс «Оппозиционная платформа — За жизнь». В этот же день другие лидеры «Оппозиционного блока» Вадим Новинский и Борис Колесников утверждали, что соглашение было «личной инициативой» Бойко и Оппозиционный блок не принимал никаких решений о сотрудничестве с «За життя». 17 ноября 2018 года «Оппозиционная платформа — За жизнь» выдвинула Бойко в качестве своего кандидата на президентских выборах. В тот же день Партия развития Украины (часть «Оппозиционного блока») присоединилась к «Оппозиционной платформе — За жизнь». Бойко и Сергей Лёвочкин были исключены из «Оппозиционного блока» из-за «предательства интересов своих избирателей» 20 ноября 2018 года.
26 декабря 2018 года информационное агентство «Українські Новини» сообщило о регистрации министерством юстиции Украины партии «Оппозиционный блок — Партия мира и развития». Новая организация была создана путём переименования Партии мира и развития, зарегистрированной 13 июня 2014 года и возглавляемой сотрудником «Метинвеста» Виталием Киселём. А уже через некоторое время на сайте партии сменилась эмблема Архивная копия от 10 августа 2018 на Wayback Machine: вместо прежней («ОППОЗИЦИОННЫЙ БЛОК») появилась новая («ОППОЗИЦИОННЫЙ БЛОК» большими буквами и « — партия мира и развития» маленькими буквами). Соратники исключённых из Оппоблока Бойко и Левочкина обвинили новую организацию в клонировании партии, инициаторами чего считали «группу Колесникова-Новинского-Вилкула».
На фоне происходящего поменялась редакционная политика аффилиованных с партией телеканалов: «Интер», а также NewsOne и 112 Украина начали пиарить «Оппозиционную платформу», в то время как «Украина» сохранила верность Оппоблоку.

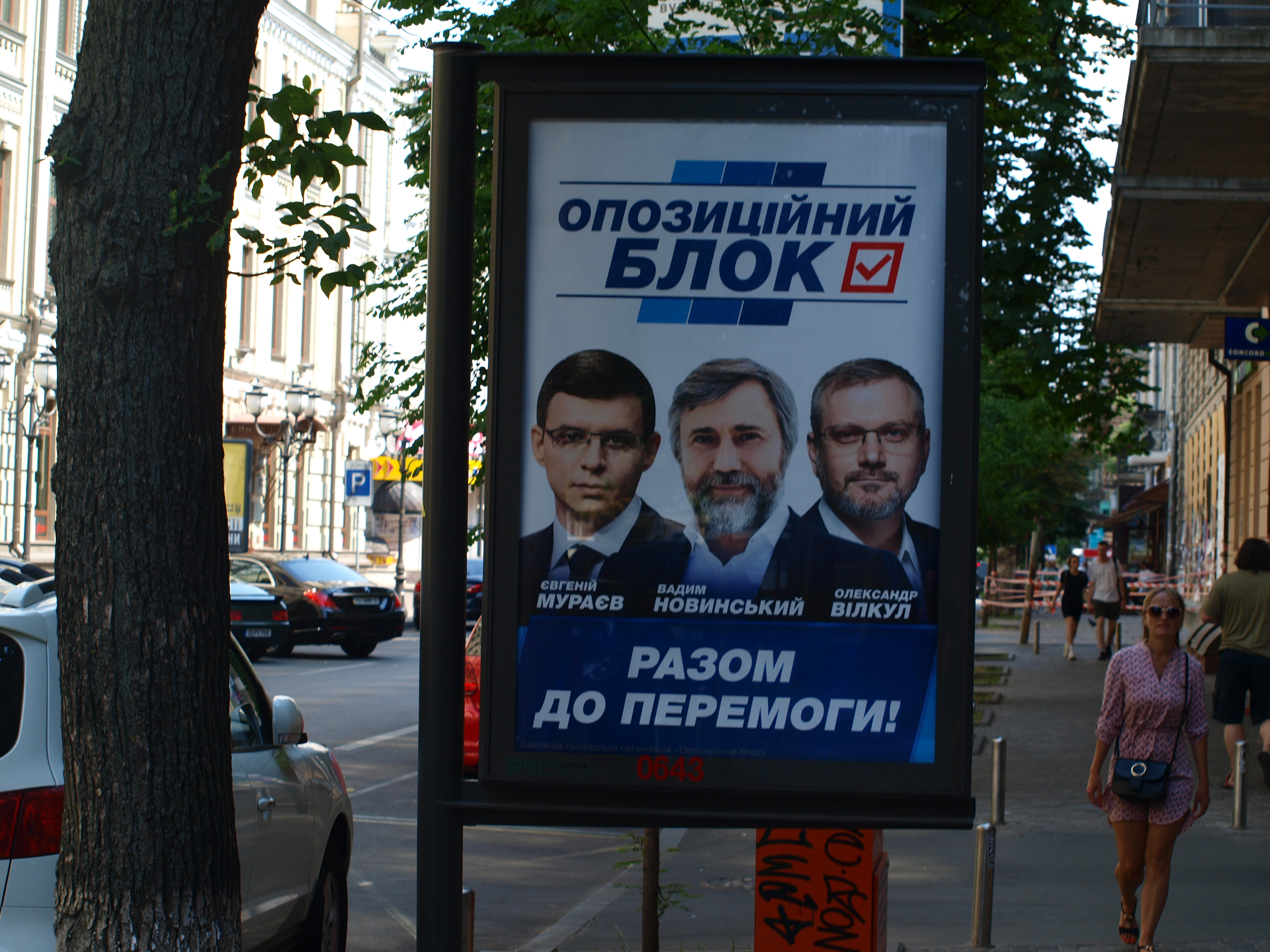
Реклама «Оппозиционного блока» в Киеве

25 декабря 2018 года Россия опубликовала второй список граждан и компаний Украины, которые подпадают под её санкции. Среди них оказались 22 депутата Оппозиционного блока, а также успевшие создать собственные политические силы бывшие члены фракции Михаил Добкин и Евгений Мураев. Всех этих политиков объединяли отказ от сотрудничества с «Оппозиционной платформой — За жизнь» и голосовавшие за исключение Бойко и Левочкина.
20 января 2019 года на съезде форума «За мир и развитие» партия выдвинула заместителя руководителя фракции Александра Вилкула кандидатом в президенты Украины.
7 июня 2019 года партии «Оппозиционный блок», «Партия мира и развития», «Наши», «Возрождение» и «Доверяй делам» объединились перед парламентскими выборами.

### 2022 год
Основная статья: Вторжение России на Украину (2022)
12 марта 2022 года благодаря сотрудничеству с российской армией, представительница «Оппозиционного блока» в Мелитополе Галина Данильченко была провозглашена россиянами «исполняющим обязанности мэра города». Это произошло на следующий день после задержания мэра Ивана Фёдорова российскими военными. В тот же момент, она объявила, что городской совет будет упразднен и на его место придет «Комитет народных избранников». Данильченко обратилась к жителям города с призывом «подстроиться под новую действительность» чтобы поскорее начать жить по-новому. Данильченко поблагодарила главу Чечни Рамзана Кадырова за гуманитарную помощь.
19 марта 2022 года Совет национальной безопасности и обороны Украины решил на время войны запретить деятельность 11 политических партий, считающихся пророссийскими; в том числе был запрещен «Оппозиционный блок».

### Теневое правительство
31 марта 2015 года в Оппозиционном блоке заявили о создании проекта Теневого правительства Украины, которое, по задумке авторов, займется разработкой законопроектов в противовес политике Киева. Состав теневого правительства Оппозиционного блока следующий:
- Премьер-министр — Борис Колесников
- Вице-премьер-министр по региональной политике — Михаил Добкин
- Вице-премьер-министр по вопросам промышленности, новой индустриализации и восстановления Донбасса — Александр Вилкул
- Вице-премьер-министр по контролю над деятельностью правоохранительных органов — Вадим Рабинович
- Министр социальной политики и пенсионных реформ — Наталья Королевская
- Министр экономического развития и торговли — Евгений Мураев
- Министр социального обеспечения — Михаил Папиев
- Министр внутренних дел и чрезвычайных ситуаций — Константин Стогний
- Министр здравоохранения — Игорь Шурма
- Министр агропромышленного комплекса — Николай Шишман
- Министр инфраструктуры и транспорта — Владимир Шемаев
- Министр финансов — Виктор Скаршевский
- Министр юстиции — Юрий Котляров
- Министр образования — Елена Колесникова
- Министр экологии и природных ресурсов — Павел Жила
- Министр иностранных дел — Константин Грищенко

## Идеология
Сама партия по своим взглядами считалась пророссийской. Отдельные члены партии доходили до отрицания статуса России как «агрессора» после аннексии Крыма и войны в Донбассе. Представители партии нередко велись на информационные вбросы со стороны российских СМИ, после которых требовали отставок действующих чиновников из-за их «скандальных» заявлений. Партия пользовалась информационной поддержкой со стороны крупных украинских телеканалов — «Интера» и «Украины», с недавнего времени 1+1, а также российских федеральных телеканалов.

## Участие в выборах

### Внеочередные выборы в Верховную Раду Украины 2014 года

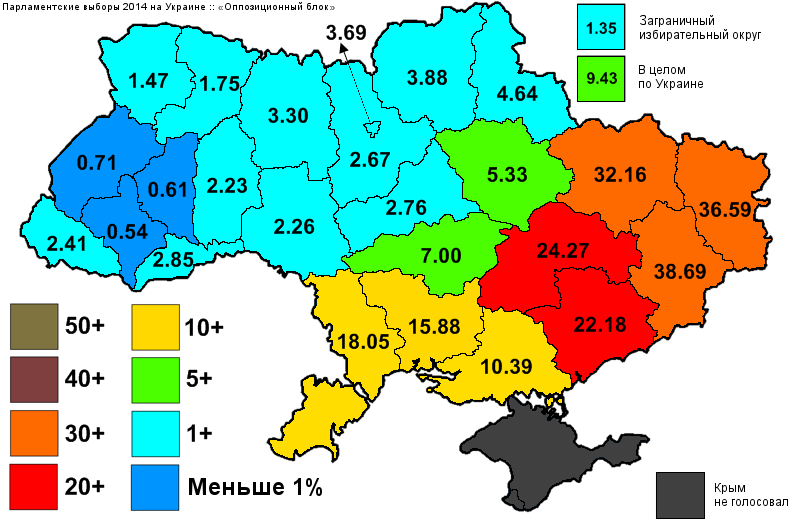
Результат Оппозиционного блока по регионам Украины на Парламентских выборах в 2014 году

21 сентября 2014 года партия обнародовала первую десятку избирательного списка, в которую вошли бывшие и действующие члены Партии регионов. Однако председатель партии Юрий Бойко в своем заявлении подчеркнул, что участники блока — это не партии, а отдельные политики.
Первая десятка избирательного списка партии «Оппозиционный блок»:
1. Юрий Бойко — бывший вице-премьер-министр Украины, более известный как министр топлива и энергетики Украины в 2010—2012 гг.
2. Александр Вилкул — бывший вице-премьер-министр Украины и бывший председатель Днепропетровской ОГА.
3. Михаил Добкин — бывший председатель Харьковской ОГА.
4. Вадим Рабинович — председатель партии «Центр», президент Всеукраинского еврейского конгресса.
5. Алексей Белый — бывший генеральный директор ОАО «Металлургический комбинат „Азовсталь“».
6. Сергей Ларин — председатель Исполнительного комитета Партии развития Украины.
7. Нестор Шуфрич — Народный депутат Украины, член фракции Партии регионов.
8. Наталия Королевская — председатель партии «Украина — Вперед!». Министр социальной политики в 2012—2014 гг.
9. Татьяна Бахтеева — доктор медицинских наук. Народный депутат Украины 4, 5, 6-го созывов.
10. Николай Скорик — бывший председатель Одесской ОГА.

26 октября 2014 года партия приняла участие в досрочных парламентских выборах. После обработки 100 % протоколов партия набрала 9,43 % (1486203 голосов, 27 депутатских мест). По состоянию на 17 июня 2015 года фракция «Оппозиционного блока» насчитывает 43 депутата, а по состоянию на 20 июля 2019 года, насчитывала 29 депутатов

### Местные выборы 2015 года
По результатам местных выборов по количеству депутатов в местных органах власти Оппозиционный блок занял четвёртое место (9 % от всех), опередили его БПП, «Батькивщина» и «Наш край» (20 %, 18 % и 10 % соответственно), партии удалось занять первые места на выборах в областные советы Днепропетровской, Запорожской, Николаевской и Одесской областей. По мнению доктора политологии и социолога Александра Вишняка, в этот раз партия столкнулась с проблемами в Юго-Восточной Украине, где с ней также боролись бывшие члены «Партии Регионов», вошедшие в партии «Возрождение» и «Наш край».
После завершения выборов лидеры «Оппозиционного блока» объявили о начале подготовки к внеочередным выборам в Верховную Раду, которые по их версии должны состояться весной 2016 года после развала правящей коалиции.

### Внеочередные выборы в Верховную Раду Украины 2019 года

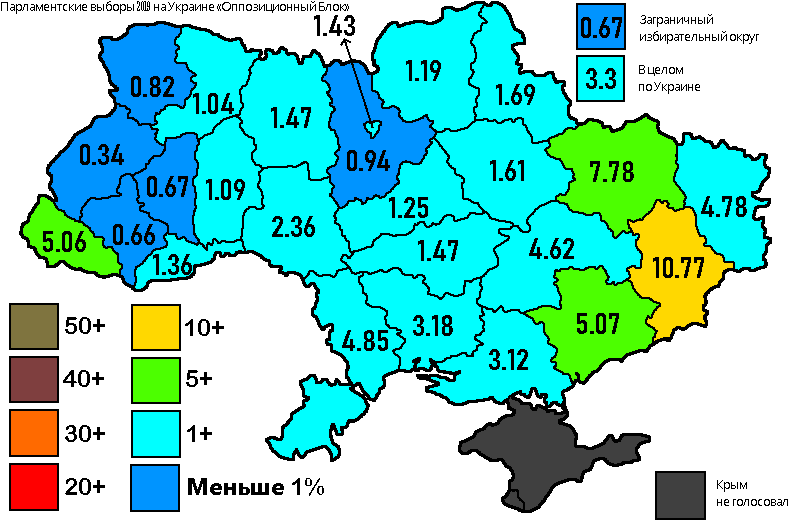
Результат Оппозиционного блока по регионам Украины на Парламентских выборах в 2019 году

7 июня 2019 года партии «Мира и развития», «НАШИ», «Возрождение» и «Доверяй делам» объединились перед парламентскими выборами под брендом обновлённого Оппозиционного Блока в который более по причине партийного раскола не входили её бывшие составные члены, как Юрий Бойко, Сергей Лёвочкин, Нестор Шуфрич и другие, так как пошли на выборы по спискам Оппозиционной платформы — За жизнь.
10 июня 2019 года, на съезде партии обнародовали первую десятку избирательного списка, который возглавил Евгений Мураев.
1. Евгений Мураев — бывший глава Змиёвской районной государственной администрации Харьковской области. Народный депутат Украины VII и VIII созывов. Лидер партии «НАШИ».
2. Александр Вилкул — бывший вице-премьер-министр Украины и бывший председатель Днепропетровской ОГА.
3. Геннадий Кернес — городской голова Харькова с 2010 года. Сопредседатель политической партии «Доверяй делам».
4. Геннадий Труханов — городской голова Одессы с 2014 года. Народный депутат Украины 7 созыва. Сопредседатель политической партии «Доверяй делам».
5. Вадим Бойченко — городской голова Мариуполя с 2015 года.
6. Ростислав Шурма — генеральный директор ПАО «Запорожсталь» в 2012—2019 гг.
7. Богдан Андреев — городской голова Ужгорода с 2014 года.
8. Владимир Буряк — городской голова Запорожья с 2015 года.
9. Анатолий Вершина — городской голова Павлограда с 2015 года.
10. (11) Виталий Хомутынник — Народный депутат Верховной Рады Украины IV, V, VI, VII и VIII созывов. Председатель партии «Возрождение».

21 июля 2019 года партия приняла участие в внеочередных парламентских выборах 2019 года. После обработки 100 % протоколов партия набрала 3,03 % (443 200 голосов) и не смогла преодолеть 5 % избирательный барьер не попав в Верховную Раду IX созыва, однако 6 представителей по одномандатным округам смогли пройти в Верховную Раду.

### Местные выборы 2020 года
На местных выборах 2020 года Оппозиционный Блок принимал участие в нескольких районах Донецкой, Луганской и Запорожской области. Так представители Оппозиционного Блока победили на выборах в Первомайске и Славянске. В ряде других регионов, таких как Харьковской, Одесской и Днепропетровской область представители партии вошли в местные региональные блоки, такие как «Блок Кернеса — Успешный Харьков», «Блок Вадима Бойченко», Блок Вилкула «Украинская перспектива», партия Владимира Буряка «Единение» и партия Геннадия Труханова «Доверяй делам».
В 2022 году представительница «Оппозиционного блока» Галина Данильченко была провозглашена российскими войсками в Мелитополе «исполняющим обязанности мэра города».

## Политические связи на Украине
Ряд украинских СМИ считает ключевыми фигурами партии олигарха и экс-руководителя администрации президента Украины Сергея Лёвочкина (в партийном списке занявшего 12 место, 16 место в списке заняла его сестра Юлия Лёвочкина), Виктора Медведчука и предпринимателя Рината Ахметова из-за наличия в избирательном списке аффилированных с ними людей. После партийного раскола в 2018 году, оставшаяся часть Оппозиционного Блока полностью закрепилась за Ринатом Ахметовым, а после объединения в 2019 году с партией «Доверяй Делам» которую по некоторым слухам курировал Игорь Коломойский наблюдается и его влияние на политическую силу.